# Синтежуде
Синтежуде (рум. Sântejude) — село у повіті Клуж в Румунії. Входить до складу комуни Цага.
Село розташоване на відстані 321 км на північний захід від Бухареста, 34 км на північний схід від Клуж-Напоки.

## Населення
За даними перепису населення 2002 року у селі проживали 215 осіб.
Національний склад населення села:
| Національність | Кількість осіб | Відсоток |
| -------------- | -------------- | -------- |
| румуни         | 167            | 77,7%    |
| цигани         | 30             | 14,0%    |
| угорці         | 18             | 8,4%     |

Рідною мовою назвали:
| Мова      | Кількість осіб | Відсоток |
| --------- | -------------- | -------- |
| румунська | 204            | 94,9%    |
| угорська  | 11             | 5,1%     |